# România comunistă
România comunistă este denumirea perioadei de dictatură comunistă în România între anii 1947-1989, respectiv Republica Populară Română între 1947 și 1965 și Republica Socialistă România între 1965 și 1989.
Viața politică, economică, socială, culturală etc. au fost subordonate treptat unui partid unic, Partidul Comunist Român (numit Partidul Muncitoresc Român între 1948-1965), care a guvernat în toată această perioadă și a instaurat un sistem totalitar. Instituțiile de stat au fost și ele subordonate partidului.
Din punct de vedere economic, România acestei perioade a fost definită de trei principii de bază: naționalizarea, centralizarea și planificarea. Legea naționalizării de la 11 iunie 1948 a dus la revendicarea de către stat a industriei și a tuturor resurselor economice ce se găseau pe teritoriul acestuia. Primul plan cincinal al României va avea loc între 1951 și 1955, urmând modelul sovietic.

## Perioada Republicii Populare Române (1947-1965)

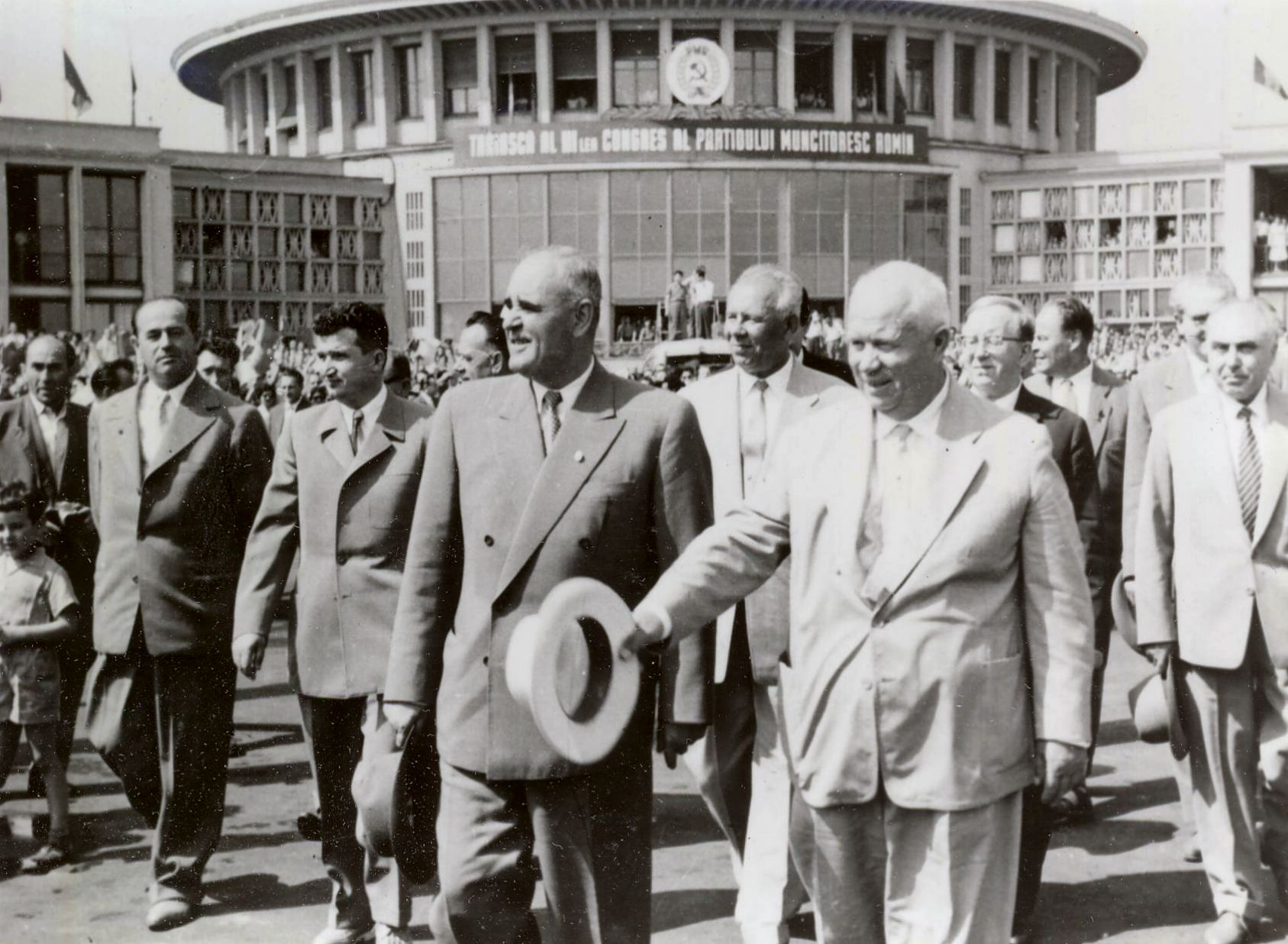
Nikita Hrușciov primit la București de Gheorghiu-Dej, Nicolae Ceaușescu și alți lideri comuniști (iunie 1960)

După 1944, Uniunea Sovietică a făcut presiuni pentru includerea în guvernele postbelice ale României a unor reprezentanți ai Partidul Comunist din România, recent reintrat în legalitate (partidul fusese interzis în 1924 pe motivul acceptării tezei cominterniste „a dreptului popoarelor oprimate din România imperialistă la autodeterminare până la despărțirea de stat”), în vreme ce liderii necomuniști erau eliminați în mod constant din viața politică. 
În primii ani de dominație comunistă resursele României au fost exploatate de sovietici prin intermediul companiilor mixte româno-sovietice SovRom, înființate după încheierea conflagrației mondiale pentru a gestiona plata datoriilor de război către URSS, stabilite prin Tratatul de Pace de la Paris la suma de 300.000.000 dolari (echivalentul a cca. 5 miliarde de dolari la valoarea din 2014). SovRom-urile nu au fost ceva specific românesc, sovieticii înființând asemenea societăți mixte în toate țările care trebuiau să le plătească despăgubiri de război (în Finlanda, de pildă, a fost înființată o societate mixtă pentru producerea construcțiilor de lemn numită Puutalo Oy). Un mare număr de oameni au fost executați, încă și mai mulți au fost condamnați la închisoare. Există mărturii despre numeroase cazuri de abuzuri, asasinate sau torturi aplicate, în principal, în cazurile oponenților politici..
La începutul deceniului al șaptelea (1960 - 1970), guvernul român a început să treacă la acțiuni de independență față de Uniunea Sovietică.

## Republica Socialistă România și epoca Nicolae Ceaușescu (1965-1989)

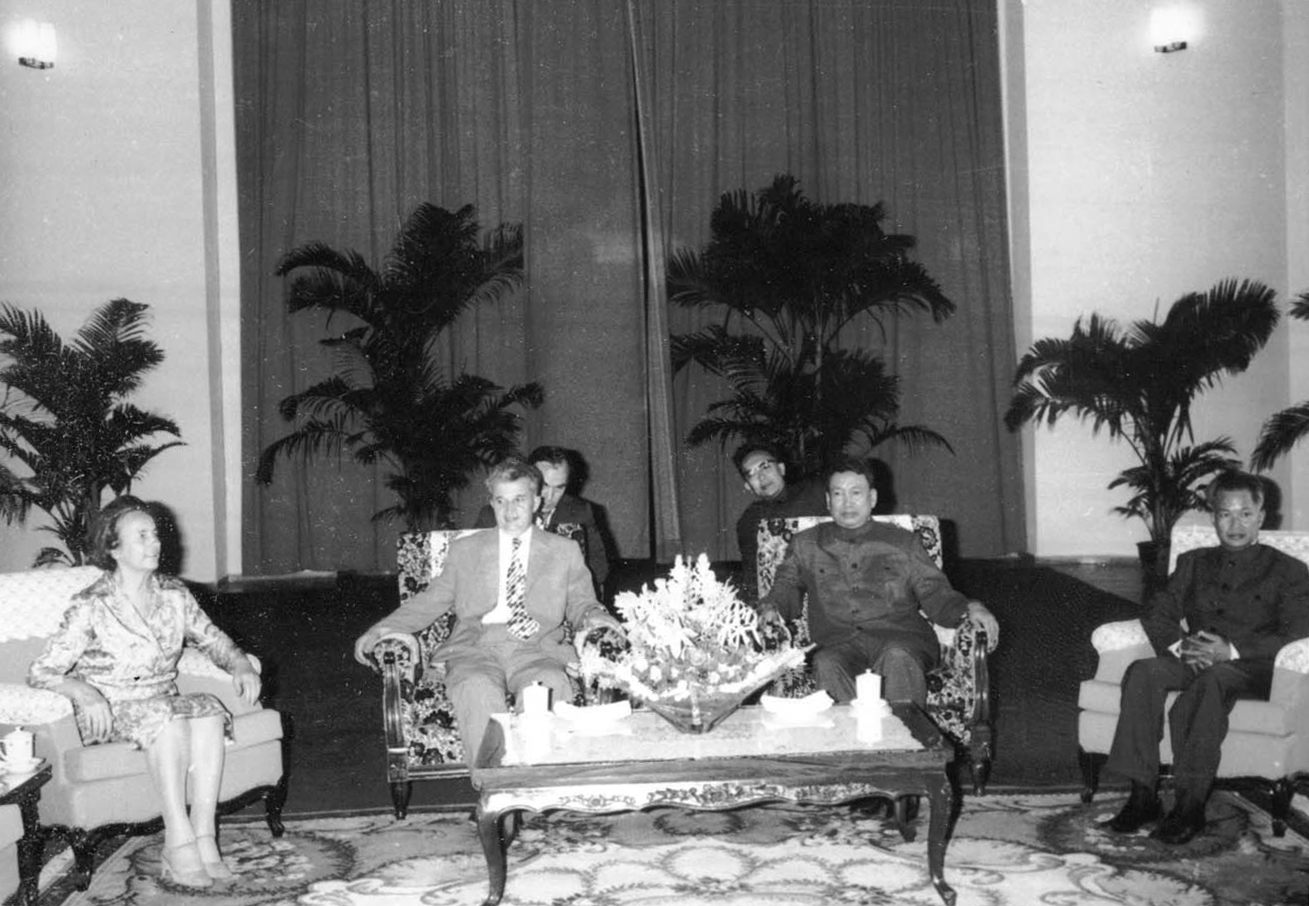
Nicolae și Elena Ceaușescu în vizită la Pol Pot, 30 mai 1978.

După decesul lui Gheorghe Gheorghiu-Dej, survenit în martie 1965, Nicolae Ceaușescu a fost ales noul Secretar General al PCR în 1965 și președinte al Consiliului de Stat în 1967. Denunțarea invaziei sovietice în Cehoslovacia din 1968 și scurta relaxare a represiunii interne, l-au ajutat pe noul lider comunist de la București să-și creeze o imagine pozitivă în țară și în Occident. El a devenit președinte al Republicii Socialiste România în 1974.

## Economia guvernării comuniste
Guvernarea comunistă a aplicat o economie planificată, de comandă și control, cu planuri cincinale, după naționalizarea din iunie 1948, cum s-a întâmplat și în celelalte state est-europene ocupate de Uniunea Sovietică.
În zona rurală, se urmărea eliminarea elementelor cu potențial capitalist (țăranii înstăriți, denumiți chiaburi și considerați dușmani ai regimului) și colectivizarea agriculturii. Conform propagandei, scopul consta în ridicarea nivelului de trai și a culturii maselor. Neîndeplinirea planului de producție era pusă pe seama celor socotiți indezirabili de către regim, considerați sabotori și deferiți justiției. Astfel de procese au abundat în anii 1949 și 1950.
Industrializarea forțată a făcut ca anumite ramuri ale industriei (de exemplu, industria constructoare de mașini, siderurgică, chimică) să crească foarte mult, dar cu neglijarea producției bunurilor de larg consum. Această creștere economică preferențială, susținută și prin mari credite obținute din vest, nu a putut fi menținută și a scăzut gradual în intensitate până s-a ajuns la austeritate. Dificultățile economice și represiunea internă constantă din 1944 au avut ca rezultat prăbușirea regimului comunist în România în Revoluția din decembrie 1989.

## Societate

### Influențe occidentale
De-a lungul perioadei comuniste au existat mai multe valuri de liberalizare și restricționare. Cu toate acestea, în special începând cu anii '60 și până în anii '80 influențe provenite din străinătate au reușit să pătrundă în societatea românească, sub forma de bunuri sau modă. Aspecte precum păr lung, muzica pop rock sau festivalele de muzică (precum Cerbul de Aur) au reprezentat modalități prin care cultura occidentală influența prima generație născută în comunism.

## Restricționarea libertății de emigrare a cetățenilor
Regimul comunist a restricționat libertatea de a ieși din țară. Emigranții erau considerați trădători deoarece aleseseră să nu participe la construirea socialismului în România.
Emigrarea evreilor
În perioada 1959-1989, statul român a permis emigrarea a aproape 200.000 de etnici evrei,   pentru care Israel a plătit sume importante în valută forte, produse agricole și alte diverse avantaje.
România a obținut, în 1975, clauza națiunii celei mai favorizate, printr-o serie de concesii făcute Washingtonului, inclusiv acceptul de a permite emigrarea evreilor către Israel sau Statele Unite ale Americii.
Emigrarea etnicilor germani
Potrivit declarațiilor lui Heinz-Günter Hüsch, avocatul care a reprezentat RFG în negocierile cu România în perioada 1968-1989, în martie – decembrie '70, s-a negociat plecarea a 4.000 de etnici germani. Pentru '71 – 6.000 de etnici germani, la fel în 1972, în 1973 - 4.000 de etnici germani. Decretul Consiliului de Stat nr.402 din 1 noiembrie 1982 prevedea următoarele: „Persoanele care cer și li se aprobă stabilirea definitivă în străinătate sînt obligate să plătească integral datoriile pe care le au față de stat, unități socialiste și alte organizații. De asemenea, au obligația să achite în întregime pensiile de întreținere și orice alte datorii față de persoanele fizice. Persoanele cărora li s-a aprobat stabilirea definitivă în străinătate sînt obligate să restituie, în valută, statului roman, cheltuielile efectuate pentru școlarizare, specializare și perfecționare, inclusiv bursele, în cadrul învățămîntului liceal, superior, postuniversitar și doctorat.” Sumele plătite de statul german pentru compensarea acestor cheltuieli de școlarizare erau împărțite pe categorii: 1.800 de mărci germane pentru persoanele cu studii medii, 5.500 de mărci germane pentru studenți și 7.000 de mărci germane pentru cei cu studii superioare încheiate. În 1988 suma cerută pentru fiecare persoană era unică – 8.950 de mărci. Banii ajungeau într-un cont al Băncii Române de Comerț Exterior. „În 99% din cazuri, banii au fost folosiți pentru plata datoriei externe a României”, a arătat Florian Banu, cercetător în cadrul CNSAS, care a publicat un studiu pe această temă. În urma negocierilor purtate de Heinz-Günter Hüsch cu reprezentanții Securității, din România au plecat între 1968 și 1989 peste 200.000 de etnici germani din România.
Surse media estimează că un număr de circa 230.000 de șvabi și sași au părăsit în acest fel România, statul german achitând, în compensare, aproximativ trei miliarde de mărci.
Emigrarea altor categorii de cetățeni
În perioada 1970-1973, operațiunea „Peregrinii” a adus în visteria României peste șase milioane de dolari din vânzarea cetățenilor de etnie românească.
Cetățenii români ale căror rude doreau să plece din țară sau chiar candidați la emigrare erau contactați și li se cereau bani, apartamente în România, mașini și alte lucruri de valoare în schimbul promisiunii de emigrare. Tarifele practicate mergeau de la 800 până la 10.000 de dolari de persoană.

## „Raportul Tismăneanu”

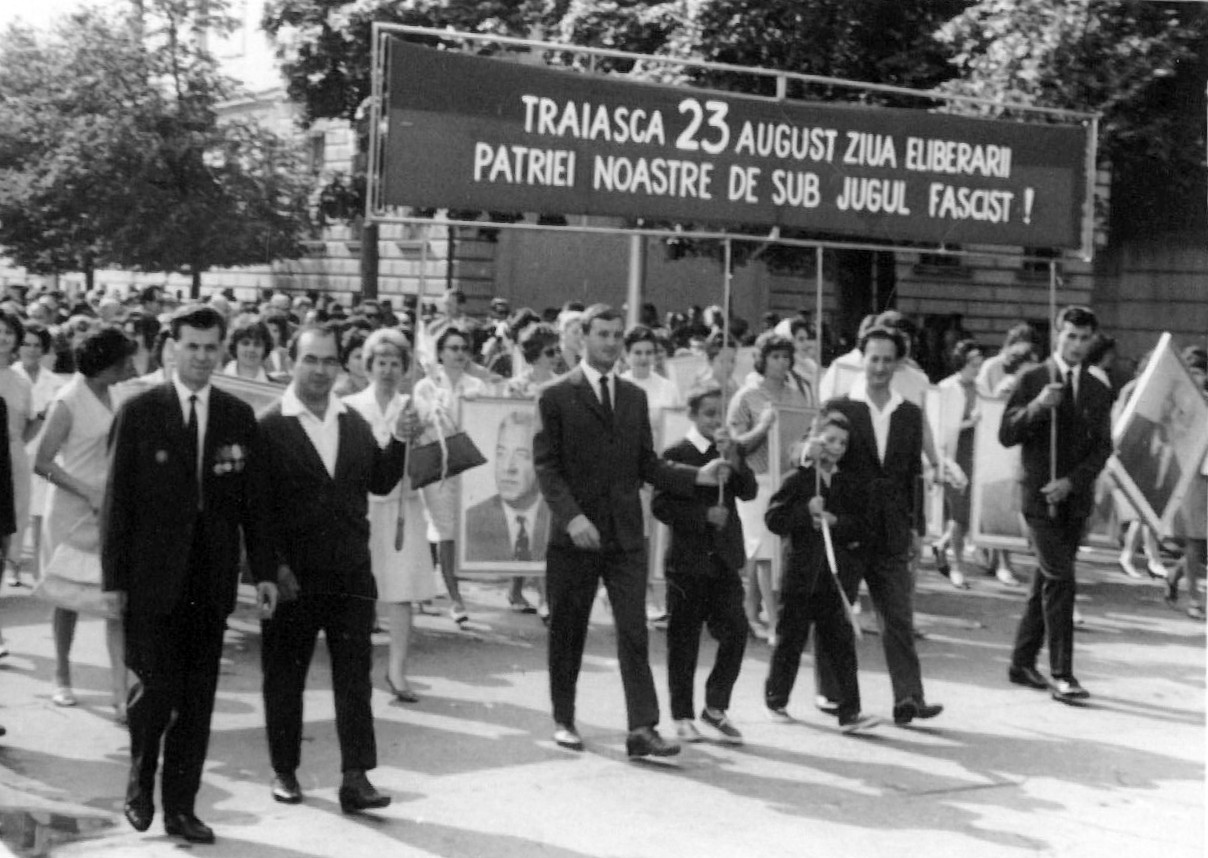
Defilare de 23 August

O analiză detaliată a crimelor comise de regimul comunist în România a fost făcută de Comisia Prezidențială pentru Analiza Dictaturii Comuniste din România creată de președinția României în aprilie 2006, care a elaborat un raport cunoscut de publicul mai larg sub numele de „Raportul Tismăneanu”. În acest raport au fost identificate următoarele crime principale comise de regimul comunist din România:
1. Abandonarea intereselor naționale prin servilism în relațiile cu URSS după 1945;
2. Anihilarea statului de drept și a pluralismului prin înscenări și fraude, mai ales după furtul alegerilor în noiembrie 1946;
3. Distrugerea partidelor politice, prin arestarea liderilor și a militanților;
4. Impunerea unui regim dictatorial total înfeudat Moscovei și ostil valorilor politice și culturale naționale, lichidarea sindicatelor libere, distrugerea social-democrației ca mișcare politică opusă bolșevismului PCR;
5. Sovietizarea totală, prin forță, a României, mai ales în perioada 1948-1956, și impunerea unui sistem politic despotic, condus de o castă profitoare (nomenclatura), strâns unită în jurul liderului suprem;
6. Politica de exterminism social (lichidarea fizică, prin asasinat, deportare, întemnițare, muncă forțată, a unor categorii sociale - burghezie, moșierime, țărani, intelectuali, studenți) ghidată de preceptul luptei de clasă a făcut între 500 000 și două milioane de victime;
7. Persecuția minorităților etnice, religioase, culturale sau de orientare sexuală;
8. Exterminarea programată a deținuților politici;
9. Exterminarea grupurilor de partizani care reprezentau rezistența anticomunistă armată în munți (1945-1962);
10. Represiunea împotriva cultelor, desființarea Bisericii Române Unite (Greco-Catolice);
11. Arestarea, uciderea, detenția politica sau deportarea țăranilor oponenți colectivizării, lichidarea violentă a revoltelor țărănești (1949-1962);
12. Deportările cu scop de exterminare, represiunile etnice, gonirea și „vânzarea” evreilor și germanilor;
13. Represiunea împotriva culturii, cenzura extremă, arestarea si umilirea intelectualilor neînregimentați ori protestatari (1945-1989);
14. Reprimarea mișcărilor și acțiunilor studențești din 1956;
15. Reprimarea mișcărilor muncitorești din Valea Jiului (1977), Brașov (1987) și a celorlalte greve din anii 1980;
16. Reprimarea oponenților și disidenților în anii 1970 și 1980 (omorârea inginerului Gheorghe Ursu, condamnarea la moarte a lui Mircea Răceanu, Ion Mihai Pacepa, Liviu Turcu, Constantin Răuță);
17. Distrugerea patrimoniului istoric și cultural prin dărâmările din anii 1980 (un sfert din centrul istoric al Bucureștiului) și în cele mai multe din orașele mari ale României;
18. Crearea de lagăre pentru copiii fără părinți sau cu handicap (ex: Cighid);
19. Impunerea unor norme aberante privitoare la „alimentația rațională”; înfometarea populației, oprirea căldurii, starea de mizerie la care regimul a condamnat un întreg popor;
20. Conceptualizarea mizeriei materiale și morale, precum și a fricii, ca instrumente de menținere a puterii comuniste;
21. Masacrarea cetățenilor, din ordinul lui Nicolae Ceaușescu, cu aprobarea conducerii Comitetului Politic Executiv al CC al PCR, în timpul Revoluției din 1989.

Raportul "Tismaneanu" prezintă instituțiile și personajele cheie ale opresiunii comuniste:
- Prima generație de comuniști
- Demnitari vinovați de „impunerea și perpetuarea unui sistem bazat pe crimă și fărădelege”
- Demnitari ai aparatului represiv
- Șefii spionajului
- Ziariști
- Conducătorii aparatului ideologic în perioada Ceaușescu
- Exponenți ai protocronismului.

În raport sunt nominalizați și disidenții din perioada regimului comunist.